# Các đảng chính trị tại Đài Loan
Giới thiệu các đảng chính trị tại Đài Loan (Trung Hoa Dân Quốc), cũng như các đảng phái chính trị đã ngừng hoạt động tại Đài Loan.

## Các đảng phái

### Đảng phái chính
- Hệ thống lưỡng đảng
  - Dân chủ Tiến bộ Đảng (chữ Hán: 民主進步黨; phiên âm Wade-Giles: Minchu Chinpu Tang), gọi tắt là Dân Tiến Đảng (chữ Hán: 民進黨; bính âm: mínjìn dăng)
  - Trung Quốc Quốc dân Đảng (chữ Hán: 中國國民黨)
- Đảng quyền lực mới  (chữ Hán: 時代力量)
- Đài Loan Dân Chúng Đảng  (chữ Hán: 台灣民眾黨(2019年))

### Đảng phái nhỏ
- Đảng Dân chủ Xã hội (chữ Hán: 社會民主黨)
- Đảng Thân Dân  (chữ Hán: 親民黨)
- Đảng Xanh Đài Loan (chữ Hán: 台灣綠黨)
- Đài Loan Đoàn kết Liên minh (chữ Hán: 台灣團結聯盟; bính âm: Táiwān túanjíe líanméng)
- Đảng xây dựng nhà nước Đài Loan  (chữ Hán: 台灣基進)
- Tân đảng  (chữ Hán: 新黨)

### Các đảng đã giải thể
- Đài Loan Cộng sản Đảng (chữ Hán: 台灣共產黨)
- Đài Loan Dân Chúng Đảng (chữ Hán: 台灣民眾黨)